# Bitwa pod Linköping
Bitwa pod Linköping (lub bitwa pod Stångebro) – bitwa rozegrana 4 października (25 września według kalendarza juliańskiego) 1598, między wojskami regenta Karola Sudermańskiego a wojskami  króla Zygmunta III Wazy w czasie jego wyprawy do Szwecji.

## Geneza
Po śmierci Jana III Wazy w 1592 r. tron Szwecji objął katolicki Zygmunt III Waza, król polski i wielki książę litewski. Odmówiono mu jednak koronacji aż do czasu przyjęcia wyników zjazdu kleru luterańskiego w Uppsali, który zdecydował, że Szwecja jest krajem protestanckim. W rezultacie Zygmunt III podpisał 19 lutego 1594 r. „królewskie zaręczenie”, w którym przyrzekał stanom szwedzkim zachować wolność religijną dla wyznania luterańskiego i monopol na wysokie stanowiska dla luteran. Po podpisaniu tego aktu został koronowany na króla i odpłynął do Polski, pozostawiając władzę w rękach regenta Karola Sudermańskiego i senatorów.
Wobec sprzecznych decyzji na tle politycznym, militarnym i religijnym, powstała w 1595 r. w czasie riksdagu w Söderköping konfederacja stanów niższych, po stronie króla opowiedziała się Finlandia, szlachta szwedzka i Sztokholm. Król wysłał poselstwo do Szwecji, w wyniku którego w czasie riksdagu w Arboga w 1597 r. Karol Sudermański utrwalił swoją władzę jako regent i pomimo braku poparcia zajął południową Szwecję. W międzyczasie (25 listopada 1596 – 24 lutego 1597) fińscy stronnicy króla zajęci byli powstaniem fińskiego chłopstwa przeciwko wprowadzeniu osobistego poddaństwa.
Ostatecznie w 1598 roku, za zgodą polskiego Sejmu, król wyruszył ze zbrojną interwencją do Szwecji na czele wojsk najemnych niemieckich i węgierskich, wspartych polską artylerią. Przewóz zapewniły mu statki holenderskie i angielskie zajęte w Gdańsku. 3 sierpnia flotylla licząca 85 okrętów, w tym 6 królewskich, a w większości zarekwirowanych, ruszyła do Szwecji i częściowo została rozproszona przez burzę.
10 sierpnia flota króla zajęła Kalmar i popłynęła dalej na północ. Król utracił kontakt z korpusem Flemminga, który miał wesprzeć go uderzeniem z Finlandii. Pomimo wygranej bitwy pod Stegeborgiem, oddziały króla znalazły się w niekorzystnej sytuacji i wycofały do Linköping dnia 2 października.

## Bitwa
Stångebro to rejon 2 mostów na rzece Stångån, znanych jako Stora Stångebro i Lilla Stångebro, obecnie w Linköping, w XVI wieku poza miastem.
Wojska Zygmunta III Wazy liczyły 6 tys. żołnierzy, w skład których wchodziła nadworna i zaciężna piechota węgierska w liczbie 1200 żołnierzy pod dowództwem Kaspera Bekiesza, jego syna László i Caspara Horwatta, niemiecka piechota zaciężna pod dowództwem Petera Gottberga, Hildebranda Creutza i Foyta, zaciężna jazda królewska pod dowództwem Jana Weyhera i 6 polskich dział.
Wojska królewskie zostały uszykowane do walki po dotarciu na miejsce, ale książę Karol uchylił się od starcia.
Nad ranem 4 października pojmano książęcego trębacza, który zeznał, że Karol zamierza zawrzeć z królem pokój. Przybyło też do polskiego dowództwa kilkudziesięciu chłopów nasłanych przez księcia, którzy prosili o zaprzestanie walk. Podstęp miał na celu uśpienie czujności przeciwnika i faktycznie części żołnierzy królewskich zezwolono na spoczynek.
W tym czasie wojsko Karola zbliżyło się do pozycji polskich i nastąpił atak szwedzkiej piechoty. Natarcie przeważających liczebnie mas piechoty książęcej kierowało się na oba mosty, zaciekle bronione przez piechurów królewskich. Lewy zabezpieczali Prusacy, prawy Węgrzy. Muszkieterzy niemieccy odrzucili rajtarów szwedzkich, a Bekiesz kilkakrotnie odpierał ataki i zdobył trzy sztandary. Druga kolumna piechoty szwedzkiej poczęła oskrzydlać broniące się oddziały, wobec czego Farensbach nakazał nacierać jeździe szwedzkiej w służbie królewskiej. Ta jednak odmówiła walki ze swymi rodakami i wycofując się zmieszała szyki piechoty niemieckiej. Trwał obustronny pojedynek artyleryjski, wysadzenie jednak zapasów prochu przez jakiegoś zdradzieckiego Szweda osłabiło siłę ognia dział polskich. Jednocześnie Jan Weiher został ciężko ranny kulą armatnią w bok i ramię. Zdeprymowani stratą swego dowódcy piechurzy zaczęli się cofać w stronę mostu. Karol pchnął wówczas do boju następne pułki i rajtarię, wobec czego zaciężni pruscy i niemieccy, nie widząc szans na utrzymanie swych pozycji, rzucili się pospiesznie za rzekę, zrywając mosty za sobą. Nie zdążono jednak ewakuować z przyczółka dział oraz ubezpieczających artylerię hajduków węgierskich i piechurów szkockich. Zostali oni wybici lub dostali się do niewoli. Utrata większej części artylerii i odmowa udziału w walce prokrólewskich oddziałów szwedzkich dowodzonych przez Jörana Possego przesądziły o losach bitwy. Wprawdzie po obu stronach rzeki artyleria szwedzka i polska Banera prowadziły jeszcze wzajemny ostrzał, ale walka była już rozstrzygnięta. Straty były tak wielkie, że zarówno król, jak i zwycięski książę zgodzili się na rozejm. Po stronie polskiej wyniosły one 13 zabitych i 93 rannych z rot dowodzonych przez Bekiesza, 50 zabitych i 200 rannych z oddziału Horwatta oraz 150 zabitych Niemców. Cięższe straty ponieśli Szwedzi – jakoby 1900 zabitych i bardzo wielu rannych. W ręce księcia wpadło 6 dział. Wojsko królewskie nie straciło żadnej chorągwi, a zdobyto na przeciwniku trzy.
8 października doszło do zawarcia i zaprzysiężenia układu w Linköping, gdzie książę złożył przysięgę na wierność królowi, a król miał nie dyskryminować swoich przeciwników i wycofać wojska cudzoziemskie.

## Po bitwie

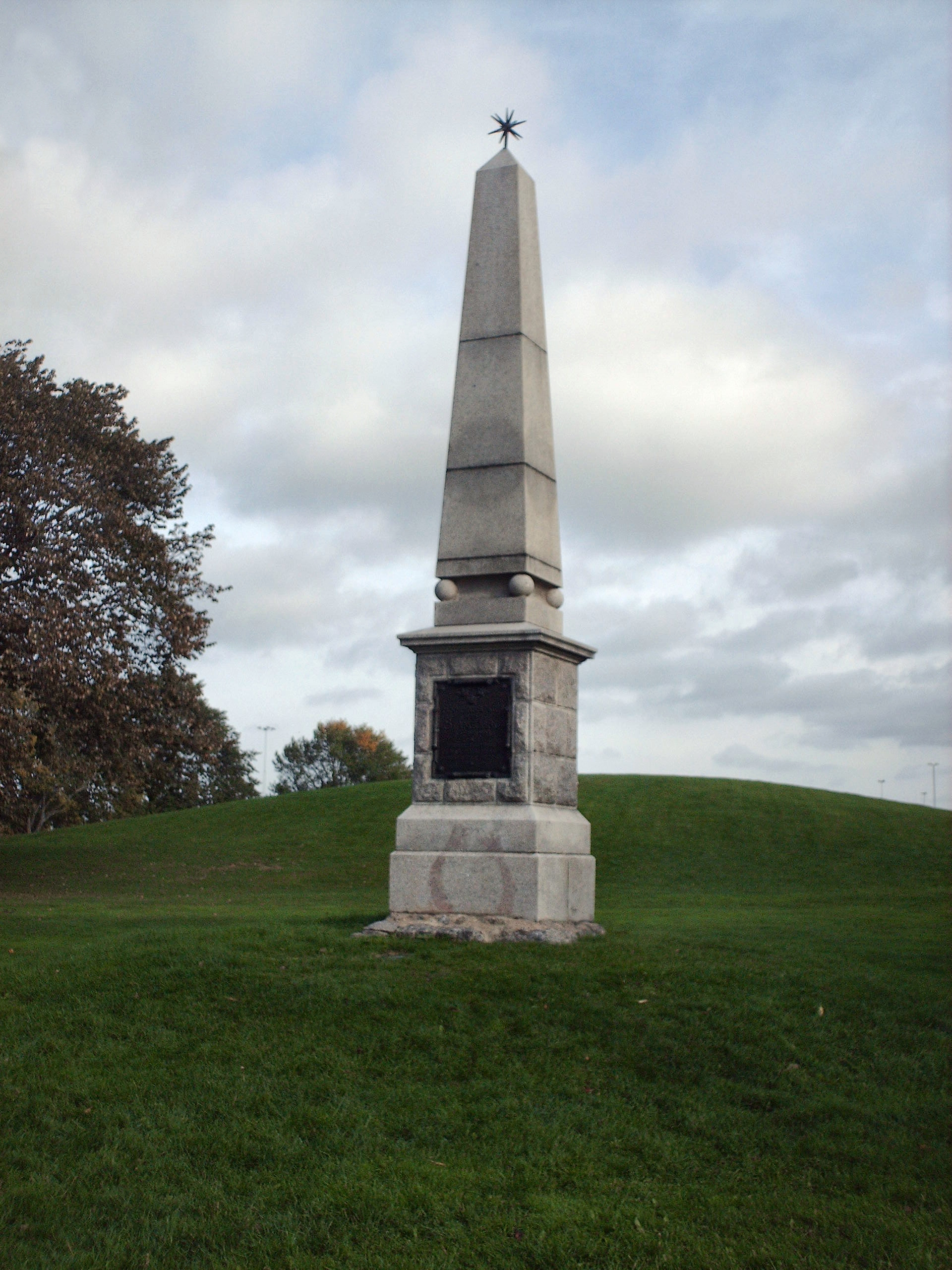
Pomnik z XIX wieku w miejscu bitwy

Król Zygmunt III Waza odzyskał wolność, lecz za cenę wydania swoich szwedzkich stronników, m.in. kanclerza Eryka Sparre. Wojska koalicji opuściły Sztokholm, który już wkrótce zajął książę Karol Sudermański.
Pozbawiony silnej floty, a tym samym posiłków, król musiał wrócić do Rzeczypospolitej, nie mając ani sił ani środków na tę wojnę, którą rozpoczął na czele części wojsk 30 października 1598 roku. Wkrótce w rękach króla został tylko Kalmar (obsadzony przez silną, głównie polską załogę), ale zdobyty został 12 maja 1599 przez wojska księcia (twierdzę poddano, gdy skończyły się zapasy żywności).
W lipcu 1599 Zygmunt III Waza został zdetronizowany, za to uznano jego syna Władysława, pod warunkiem, że w ciągu 6 miesięcy 4-letni Władysław na zawsze opuści Polskę i zerwie wszelkie kontakty z rodziną oraz zostanie w Szwecji wychowany w wierze luterańskiej.
W czasie riksdagu w Linköping w 1600 Karol Sudermański został obwołany królem, od 1603 zwał siebie Karolem IX. 19 marca 1600 arystokratycznych stronników króla osądzono i skazano na śmierć, po czym wyroki wykonano.
W wyniku bitwy rozwiązana została unia polsko-szwedzka, a Szwecja stała się stronnikiem sił protestanckich w Europie, co było nie bez znaczenia w czasie wojny trzydziestoletniej. I Rzeczpospolita jeszcze wielokrotnie prowadziła wojny ze Szwecją (wojna polsko-szwedzka toczona z przerwami w latach 1600-1629, potop szwedzki), aż do III wojny północnej, gdy Szwecja utraciła status mocarstwa na rzecz Rosji.